# Comando del Ejército Sureste
El Comando del Ejército Sureste (en alemán: Oberbefehlshaber Südost, OB Südost) fue el mando general de las Fuerzas Armadas Alemanas en Grecia y los Balcanes entre 1943 y 1945 durante la Segunda Guerra Mundial. Estaba directamente subordinado al Alto Mando de las Fuerzas Armadas Alemanas.

## Historia
El mando general de las fuerzas alemanas en Grecia y los Balcanes estuvo, junto con Italia, en manos de Albert Kesselring como OB Süd hasta finales de 1942.
A partir del 1 de enero de 1943, se creó el nuevo puesto del Oberbefehlshaber Südost y se le dio a Alexander Löhr, el comandante del 12.º Ejército, que ocupaba el área en ese momento. Las fuerzas bajo su mando se reformaron en el Grupo de Ejércitos E.
En agosto de 1943 se creó un segundo Grupo de Ejércitos F en los Balcanes bajo el mando del Generalfeldmarschall Maximilian von Weichs. Como von Weichs superaba a Alexander Löhr, fue nombrado OB Südost y el cuartel general del Grupo de Ejércitos E quedó subordinado al nuevo Grupo de Ejércitos F. Después de casi 2 años de intensos combates, el Grupo de Ejércitos F se disolvió el 25 de marzo de 1945, y Alexander Löhr nuevamente asumió el papel de OB Südost.

## Comandantes
| Fotografía | Nombre                                                 | Desde                | Hasta                | Total            |
| ---------- | ------------------------------------------------------ | -------------------- | -------------------- | ---------------- |
|            | Generaloberst Alexander Löhr (1885–1947)               | 1 de enero de 1943   | 26 de agosto de 1943 | 237 días         |
|            | Generalfeldmarschall Maximilian von Weichs (1881–1954) | 26 de agosto de 1943 | 25 de marzo de 1945  | 1 año y 211 días |
|            | Generaloberst Alexander Löhr (1885–1947)               | 25 de marzo de 1945  | 8 de mayo de 1945    | 44 días          |